# 1010 p.n.e.
| [ Edytuj tabelę ]   |                                                                                                 |
| Król Asyrii         | - 1013 p.n.e. Aszur-rabi II 972 p.n.e.                                                          |
| Król Aten           | - 1012 p.n.e. Archippos 993 p.n.e.                                                              |
| Król Babilonu       | - 1025 p.n.e. Simbar-Szipak 1008 p.n.e.                                                         |
| Władca Chin         | - 1021 p.n.e. Kangwang 996 p.n.e.                                                               |
| Władca Egiptu       | - 1045 p.n.e. Mencheperre 992 p.n.e. - 1044 p.n.e. Psusennes I 994 p.n.e.                       |
| Król Judy i Izraela | - 1042 p.n.e. Saul 1010 p.n.e. - 1010 p.n.e. Iszbaal 1008 p.n.e. - 1010 p.n.e. Dawid 970 p.n.e. |

Rok 1010 p.n.e.
stulecia: XII wiek p.n.e. ~
XI wiek p.n.e. ~
X wiek p.n.e.

lata: 1020 p.n.e. «
1014 p.n.e. «
1013 p.n.e. «
1012 p.n.e. «
1011 p.n.e. «
1010 p.n.e. »
1009 p.n.e. »
1008 p.n.e. »
1007 p.n.e. »
1006 p.n.e. »
1000 p.n.e.

## Wydarzenia
Bliski wschód
- Filistyni najechali Izraelitów, w walce zginął Saul.
- Po śmierci króla Saula, w Królestwie Izrael doszło do walk wewnętrznych pomiędzy zwolennikami Iszbaala a Dawida. Być może jeszcze w tym roku bitwa na Polu Boków.

## Zmarli
- Saul, król Izraela
- prawdopodobnie: Asahel, dowódca wojsk Dawida